# Geschichte des Oberlausitzer Adels und seiner Güter vom XIII. bis gegen Ende des XVI. Jahrhunderts

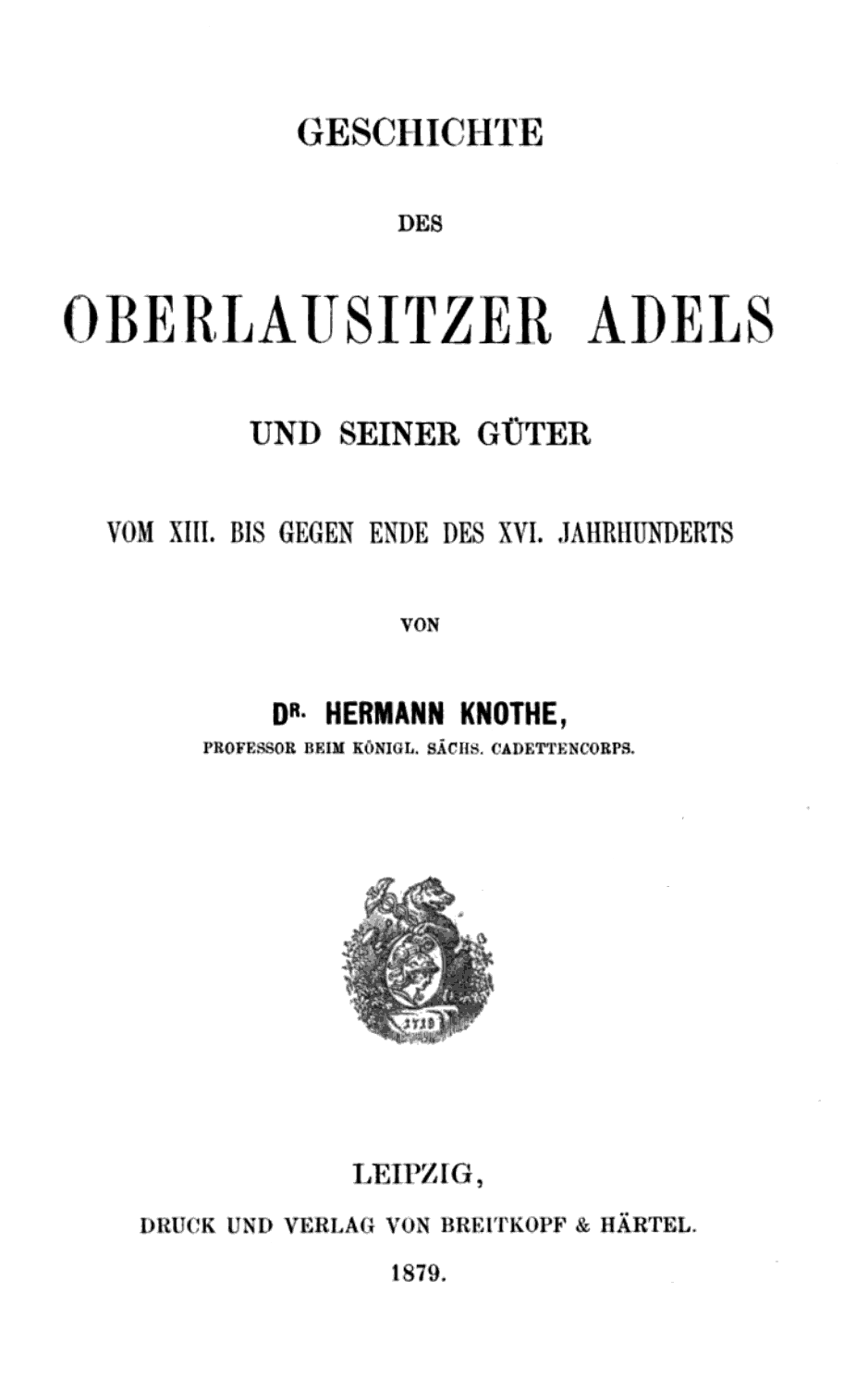

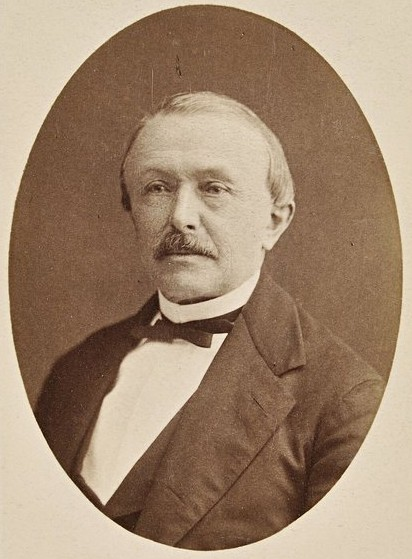
Hermann Knothe. Porträtfotografie (1884) der Otto-Richter-Sammlung des Stadtmuseums Dresden. Fotograf: Robert Eich

Geschichte des Oberlausitzer Adels und seiner Güter vom XIII. bis gegen Ende des XVI. Jahrhunderts oder auch kurz nur Geschichte des Oberlausitzer Adels und seiner Güter ist ein im Jahr 1879 erschienenes Werk von Hermann Knothe über die Geschichte des oberlausitzischen Adels und der einzelnen Güter in der Oberlausitz. Die Fortsetzung Geschichte des Oberlausitzer Adels und seiner Güter von der Mitte des 16. Jahrhunderts bis 1620 erfolgte im Jahr 1887.

## Bewertung
Knothes Werk, das teilweise auch mit arabischen Zahlen statt römischen genannt ist, ist „sein umfänglichstes und bedeutendstes“. Hubert Ermisch bewertete es „als eine Musterarbeit für grössere Unternehmen“ und „ebenfalls als Vorbild für Arbeiten auf dem Gebiete der historischen Geographie und Topologie“. Kaum eine bekannte Schrift sei ihrer Aufgabe so gewachsen wie diese, bemerkte Ermisch Ende des 19. Jahrhunderts.
Woldemar Lippert (1903) zufolge ist dieses Buch „für die Adelsgeschichte Sachsens, der Lausitzen, Schlesiens und Böhmens von maßgebender Bedeutung“.
George Adalbert von Mülverstedt kritisierte Knothe für das komplette außer Acht Lassen heraldischer Inhalte. Die Heraldik ist in umfassenden, geographisch begrenzten Adelsgeschichten für das Verständnis der Beziehungen zunächst zusammenhängender und später getrennter Familien wichtig. Knothe, der auf dem Gebiet der Heraldik kein Experte war, versuchte diesen Mangel im Neuen Lausitzischen Magazin 67 (1891) mit seinem Aufsatz Die ältesten Siegel des oberlausitzischen Adels, der auch Abbildungen enthielt, auszugleichen. Mülverstedt selbst reagierte mit „eine[r] literarische[n] Fehde“ durch Aufsätze „über Wappenfragen sowie über die Nationalität einzelner Familien“ in den Bänden 67 bis 69 des Neuen Lausitzischen Magazins.

## Inhalt

### 1. Teil
Das Buch ist in drei Teile bzw. „Abteilungen“ gegliedert. Im ersten Teil, der der kürzeste ist, aber dennoch eine „umfassende Einleitung“ darstellt, werden die allgemeinen Erkenntnisse aus Knothes Forschungen in gekürzter Form geschildert, im Speziellen rechts-, wirtschafts- und kulturgeschichtliche Themen. Dazu gehört der Ursprung des Oberlausitzer Adels, wobei Knothe feststellte, dass der größte Teil bereits im 10. Jahrhundert dem Deutschen Reich zugehörig war. Auf den slawischen Raum konnte er kein oberlausitzisches Adelsgeschlecht mit Sicherheit zurückführen.
Er behandelte etwa 200 Oberlausitzer Geschlechter, von denen er 63, angesichts ihrer Benennung nach Lausitzer Ortschaften, zum Uradel zählte, wenngleich sie eigentlich eher aus Meißen und dem Osterland eingewandert waren. 66 der 200 Geschlechter waren seit dem 13. Jahrhundert in der Oberlausitz, wovon wiederum 17 noch im 17. Jahrhundert ebenda ansässig blieben.
Knothe fuhr fort, die Adelsverhältnisse in der Oberlausitz zu beschreiben und grenzte den Begriff Adel in der Oberlausitz auf die Anzahl der Lehensgüter ein, von denen der gegebenenfalls höhere oder niedrigere  Adelsstand in der Oberlausitz abhing. Der Lehensadel war angesichts des rechtlich nicht vorhandenen Besitzes faktisch der einzige Adel vor Ort.
Weiterhin erörterte er das nicht wirklich ausgeprägte Verhältnis zwischen dem Landadel und den Landesherren, die Herrscher waren regelmäßig nicht einheimisch gewesen. Daraus resultierte eine oppositionelle Stellung des (Land-)Adels der Oberlausitz gegenüber der böhmischen Krone. Auch die Entstehung der Kirche bzw. ihre Etablierung machte er zum Thema und die Rolle der Städte und die Begründung des Sechsstädtebundes aus Einflüssen des Stegreifrittertums aus dem Landadel.
Den ersten Abschnitt beschließt Knothe mit der Betrachtung kultureller Gegebenheiten, genauer gesagt hinsichtlich „Haus und Hof, Hab und Gut, Weib und Kind, Wehr und Waffen, Kopf und Herz“. Er machte die minderen Mittel und den niedrigen Geistes- und Bildungsstand des oberlausitzischen Adels deutlich.

### 2. Teil
Der zweite Teil bildet den Kern des Buchs und ist der weitaus längste. „In gedrängter Kürze“ handelte Knothe die 200 Geschlechter ab, und zwar bezüglich ihres Besitzes in der Oberlausitz, angesehen von ihrer sonstigen Geschichte. Den größten Platz nehmen daher die Herren von Gersdorff, von Nostitz und von Salza ein. Auch die Herren von Kamenz, von Metzrad, von Schreibersdorf und von Uechtritz haben einen vergleichsweise großen Anteil im Buch.
Knothe beschränkte den betrachteten Zeitraum vom 13. Jahrhundert bis ungefähr ins Jahr 1562, als Oberlausitzischen Rittergutsbesitzern die Obergerichtsbarkeit verliehen wurde.

### 3. Teil
Im dritten Abschnitt ordnete Knothe die Geschichte nach Oberlausitzischen Ortschaften, in wiederum drei Kategorien:
- große Herrschaften
- die Weichbilder der Städte Görlitz, Bautzen, Löbau, Lauban und Zittau
- bischöflich meissnischer Besitz

Innerhalb einer Kategorie sind die Ortschaften nicht alphabetisch, sondern aus geographischer Betrachtungsweise geordnet. Zu jeder Ortschaft wurden alle bekannten Besitzer zugeordnet bzw. erwähnt. Des Weiteren ist die jeweils älteste urkundlich belegte Namensform angegeben.

### Register
Auf den dritten Teil folgt ein Register zur vereinfachten Orientierung. Es enthält Namen, Ortschaften und weitere Begriffe.

## Ausgabe
- Geschichte des Oberlausitzer Adels und seiner Güter vom XIII. bis gegen Ende des XVI. Jahrhunderts. Breitkopf und Härtel, Leipzig 1879. (Volltext)